# 长江水库 (中山)
长江水库是中国广东省中山市境内的一座水库，位于珠江上，建于1962年。水库正常库容为3132万立方米，平均水深为6.70米，集雨面积为36平方千米，海拔为24.98米。